# Barcelona School of Economics
La Barcelona School of Economics (BSE) és una institució per a la cooperació científica en recerca i educació superior en economia i ciències socials. Va ser fundada al juliol del 2006 per quatre institucions acadèmiques: la Universitat Pompeu Fabra (UPF), la Universitat Autònoma de Barcelona (UAB), el Consell Superior d'Investigacions Científiques (CSIC) i el Centre de Recerca en Economia Internacional (CREI).
La Barcelona School of Economics (BSE) va iniciar el seu camí el 2006, sota la presidència d'Andreu Mas-Colell, amb gairebé 100 alumnes internacionals repartits en quatre màsters, tots ells impartits en anglès. La BSE rep també el suport del Grup Agbar, l'AXA Research Fund, el Banc Sabadell, la Fundació Catalunya-La Pedrera, la Fundació Bancària “La Caixa”, FemCAT, el Departament d'Economia i Coneixement de la Generalitat de Catalunya i l'Ajuntament de Barcelona, entitats totes elles presents al seu patronat.
La BSE té com a objectius principals promoure l'ensenyament graduat d'excel·lència i la recerca de frontera en economia i ciències socials. Ofereix programes de màster en economia, íntegrament en anglès, d'un any de durada i dedicació completa, que cobreixen tant l'enfocament professional com el de recerca. FemCAT és el patró fundador i, des del desembre de 2014, el representant de FemCAT al patronat de la BSE és el Sr. Albert Esteve.
La BSE, que té la seu en dos campus, el Campus de la Ciutadella de la UPF i el Campus de la Universitat Autònoma de Barcelona a Bellaterra, està dirigida per l'economista Teresa Garcia-Milà i Lloveras des del desembre del 2012, després aquesta substituís a Eduard Vallory i Subirà, qui va ser director des de la seva creació, el 2006. Segons el rànquing internacional RePEc (Research Papers in Economics), és la primera institució de recerca a Espanya, la cinquena d'Europa i la quinzena del món, i ha rebut dues vegades consecutives la distinció de Centre d'Excel·lència en investigació Severo Ochoa atorgada pel Ministeri d'Economia.